# 6137 Джонфлетчер
6137 Джонфлетчер (6137 Johnfletcher) — астероїд головного поясу, відкритий 25 січня 1991 року.
Тіссеранів параметр щодо Юпітера — 3,131.